# Lipotriches adelaidella
Lipotriches adelaidella är en biart som först beskrevs av Cockerell 1910.  Lipotriches adelaidella ingår i släktet Lipotriches och familjen vägbin. Inga underarter finns listade i Catalogue of Life.